# 鹿草交流道
鹿草交流道為臺灣台82線的交流道，位於嘉義縣鹿草鄉，指標為18k，在2000年10月通車，可接縣道167號通往太保市或鹿草鄉，還可接台37線通往高鐵嘉義站。主線往西可與台61線連接，往東可與國道一號和國道三號連接。
鹿草交流道落成的時候只有設置西出東入匝道，後來才設置東出西入匝道，於2008年1月3日完工通車。
|  | 18 鹿草 |  | 太保 高鐵站 鹿草 |

## 鄰近公路
- 台37線
- 縣道167號
- 嘉40線

## 外部連結
- 台82線鹿草交流道示意圖 （页面存档备份，存于）（交通部公路總局）